# Ugone Ier d'Arborée
Ugone Ier d'Arborée dit aussi Ugone ou Ugo  Ier de Bas  (né à Oristano vers 1178 – mort à Oristano en 1211) fut Juge d'Arborée de jure 1185 à 1195/1211.

## Origine
Ugone de Bas est le fils de Ugo Pons de Cervera  vicomte catalan de Bas ou de Besalu et de Sinispella fille de Barisone II d'Arborée Juge d'Arborée en Sardaigne de la dynastie de Lacon Serra. Son père est également le frère d'Agalbursa, seconde épouse de Barisone et fille de Ugo Pons de Cervera († 1189), viconte de Besalu. À la mort de Barisone II sa veuve revendique le trône d'Arborée pour son neveu le petit-fils de Barisone II au détriment de Pietro de Serra, le fils ainé et « héritier naturel » du Juge défunt.

## Co-Juge d'Arborée
Pietro Ier prend le pouvoir en 1185 avec l'accord de la « Corona de Logu », Agalbursa, l'épouse de Barisone et sa fille revendique les droits au trône d'Ugone de Bas. la situation est instable et Pietro Ier s'allie avec la république de Pise pendant qu'Ugone, âgé de 7 ans, représenté par son régent Raimondo de Torroja un beau-frère d'Agalbursa, demande l'aide de Gènes. le 20 février 1192 un compromis est trouvé sous l'égide de la république de Gênes et Ugone est reconnu co-seigneur du Judicat d'Arborée. Il s'ensuit une sorte de condominion avec un partage des pouvoirs qui permet toutefois de maintenir l'unité de l'état. Selon l'usage byzantin il y a un autocrator c'est-à-dire Pietro et un minorenne, Ugone.
En 1195 Guillaume de Massa Juge de Cagliari sous le nom traditionnel de « Salusio IV » qui n'approuve pas cette solution, envahit le Judicat d'Arborée avec l'appui de Pise. Alors que Pietro est vaincu et capturé avec son fils Barisone IV d'Arborée, Ugone réussit à s'enfuir avec l'évêque Giusto et à se réfugier à Gènes.Guillaume Ier Salusio IV de Cagliari se fait couronner Juge d'Arborée mais sans l'approbation de l'église. Après la mort de Pierre en captivité, Ugone se réconcilie avec Guillaume de Massa. Il signe un pacte par lequel il recouvre théoriquement sa part du Judicat et en 1206 il épouse Preziosa la plus jeune fille de Guillaume de Massa. En fait Ugone règne formellement jusqu'à sa mort à Oristano en 1211  sous l'étroite surveillance de son beau-père Guillaume. Il n'en est pas moins le fondateur de la lignée dite de « Bas-Cervera » qui règne sur le Judicat jusqu'à Éléonore d'Arborée.

## Union et postérité
De son union avec Precioza de Massa Ugone laisse un fils:
- Pietro II d'Arborée

## Sources
- (it) Cet article est partiellement ou en totalité issu de l’article de Wikipédia en italien intitulé « Ugone I di Arborea » (voir la liste des auteurs), édition du 8 juin 2014.
- (it) Gian Giacomo Ortu La Sardegna dei giudici Regione autonoma della Sardegna, 2005,  (ISBN 8889801026) « Le avventure di Guglielmo » p. 126-133.
- (en) Site Medieval Lands : Judges of Arborea (Sardinia)
- (en) Site Medieval Lands Ugo Pons de Bas
- (en) Site de I. Mladjov Medieval Sardinia (Sardegna).
- (it) article de Mauro G. Sanna Il giudicato di Arborea e la Sardegna tra la fine del XII e gli inizi del XIII secolo. Aspetti storici Consulté le 8 juin 2014.